# 연애행성
연애행성(戀愛行星: Tiramisu)은 홍콩에서 제작된 임초현 감독의 2002년 판타지, 멜로/로맨스 영화이다. 사정봉 등이 주연으로 출연하였고 임소명 등이 제작에 참여하였다.

## 출연

### 주연
- 사정봉
- 임가흔

### 조연
- 진혁신
- 노교음
- 진결령
- 곡덕소

## 제작진
- 출품인: 임소명
- 미술: 황병요
- 의상: 오리로
- 제편: 양운걸